# اچ‌ام‌ای‌اس پروتکتور (ای‌اس‌آر ۲۴۱)
اچ‌ام‌ای‌اس پروتکتور (ای‌اس‌آر ۲۴۱) (به انگلیسی: HMAS Protector (ASR 241)) یک کشتی است که طول آن ۴۲٫۷ متر (۱۴۰ فوت) می‌باشد. این کشتی در سال ۱۹۹۰ ساخته شد.